# Xing Huina
Xing Huina (邢慧娜S, Xíng HuìnàP; Weifang, 25 febbraio 1984) è una mezzofondista cinese, campionessa olimpica dei 10000 metri piani ad Atene 2004.

## Biografia
Iniziò la sua carriera di atleta allenandosi al Weifang City Sport School, allenata da Chi Yuzhai. Nel 1999 si iscrisse allo Shandong Sport Technology Institute, allenata da Yin Yanqin.
Fu convocata nella squadra nazionale nel 2002 dopo le ottime prove nei 1500 m e nei 5000 m durante i Giochi Nazionali Cinesi del 2001, con tempi rispettivamente di 4'10"43 e 14'56"15. Nella squadra nazionale veniva allenata da Wang Dexian.
Nel 2002 vinse la medaglia di bronzo nei 10000 m ai Giochi Asiatici di Pusan con il tempo di 31'42"36.
Nel 2003 partecipò per la prima volta ai campionati del mondo, piazzandosi al 7º posto nei 10000 m al mondiale di Parigi.
Nel 2004 Xing vinse però l'oro alle Olimpiadi di Atene nei 10000 m con il tempo di 30'24"36. In quell'occasione prevalse sull'etiope Ejagayehu Dibaba, ponendo fine così al monopolio detenuto dall'Etiopia in questa specialità.
Ai mondiali di Helsinki 2005 conquistò il 5º posto nei 5000 m (14'43"64) e il 4º posto nei 10000 m (30'27"18). Entrambe le gare furono vinte da atlete etiopi, che riconquistarono il dominio in queste specialità.
Nell'ottobre del 2005 Sun Yingjie, medaglia di bronzo nei 10000 m ai mondiali di Parigi 2003 (in cui Xing si classificò al 7º posto), risultò positiva al test antidoping.
Fu così che l'allenatore delle corse lunghe della nazionale cinese, Wang Dexian, fu allontanato dall'incarico per due anni. Xing si ritrovò così senza allenatore, fino all'agosto del 2006 quando l'ex coach Yin Yanqin fu chiamato a sostituire Dexian.

## Progressione

### 5000 metri piani
| Stagione | Risultato | Luogo     | Data       | Rank. Mond. |
| -------- | --------- | --------- | ---------- | ----------- |
| 2008     | 15'54"75  | Palo Alto | 4-4-2008   | -           |
| 2007     | 15'36"94  | Pechino   | 28-4-2007  | 122ª        |
| 2006     | 15'26"84  | Changsha  | 28-10-2006 | 78ª         |
| 2005     | 14'43"64  | Helsinki  | 13-8-2005  | 9ª          |
| 2004     | 14'56"01  | Atene     | 20-8-2004  | 20ª         |
| 2003     | 15'00"02  | Pechino   | 18-7-2003  | 24ª         |
| 2002     | 15'42"99  | Tiantai   | 27-10-2002 | 132ª        |
| 2001     | 14'56"15  | Canton    | 23-11-2001 | -           |

### 10000 metri piani
| Stagione | Risultato | Luogo       | Data       | Rank. Mond. |
| -------- | --------- | ----------- | ---------- | ----------- |
| 2006     | 32'04"32  | Changsha    | 29-10-2006 | 44ª         |
| 2005     | 30'27"18  | Helsinki    | 6-8-2005   | 5ª          |
| 2004     | 30'24"36  | Atene       | 27-8-2004  | 2ª          |
| 2003     | 30'31"55  | Saint-Denis | 23-8-2003  | 7ª          |
| 2002     | 31'42"58  | Pusan       | 8-10-2002  | 16ª         |

## Palmarès
| Anno | Manifestazione  | Sede        | Evento       | Risultato | Prestazione | Note                                     |
| ---- | --------------- | ----------- | ------------ | --------- | ----------- | ---------------------------------------- |
| 2002 | Giochi asiatici | Pusan       | 10.000 metri | Bronzo    | 31'42"58    |                                          |
| 2003 | Mondiali        | Saint-Denis | 5.000 metri  | Batteria  | 15'13"50    |                                          |
| 2003 | Mondiali        | Saint-Denis | 10.000 metri | 7ª        | 30'31"55    | Miglior prestazione personale            |
| 2004 | Giochi olimpici | Atene       | 5.000 metri  | 9ª        | 15'07"41    |                                          |
| 2004 | Giochi olimpici | Atene       | 10.000 metri | Oro       | 30'24"36    | Miglior prestazione personale            |
| 2005 | Mondiali        | Helsinki    | 5.000 metri  | 5ª        | 14'43"64    | Miglior prestazione personale            |
| 2005 | Mondiali        | Helsinki    | 10.000 metri | 4ª        | 30'27"18    | Miglior prestazione personale stagionale |